# لوكتودي
لوكتودي هي إحدى بلديات فرنسا التابعة إلى أحد أقاليم فرنسا المسمى فنستير، في منطقة بريتاني، في فرنسا. 
الفعاليات المشهورة بها هذه البلدية هي الصيد، والإبحار من أجل المتعة، والسياحة. يطلق على قاطنيها اسم (اللوكتوديست Les Loctudistes). 

### الموقع

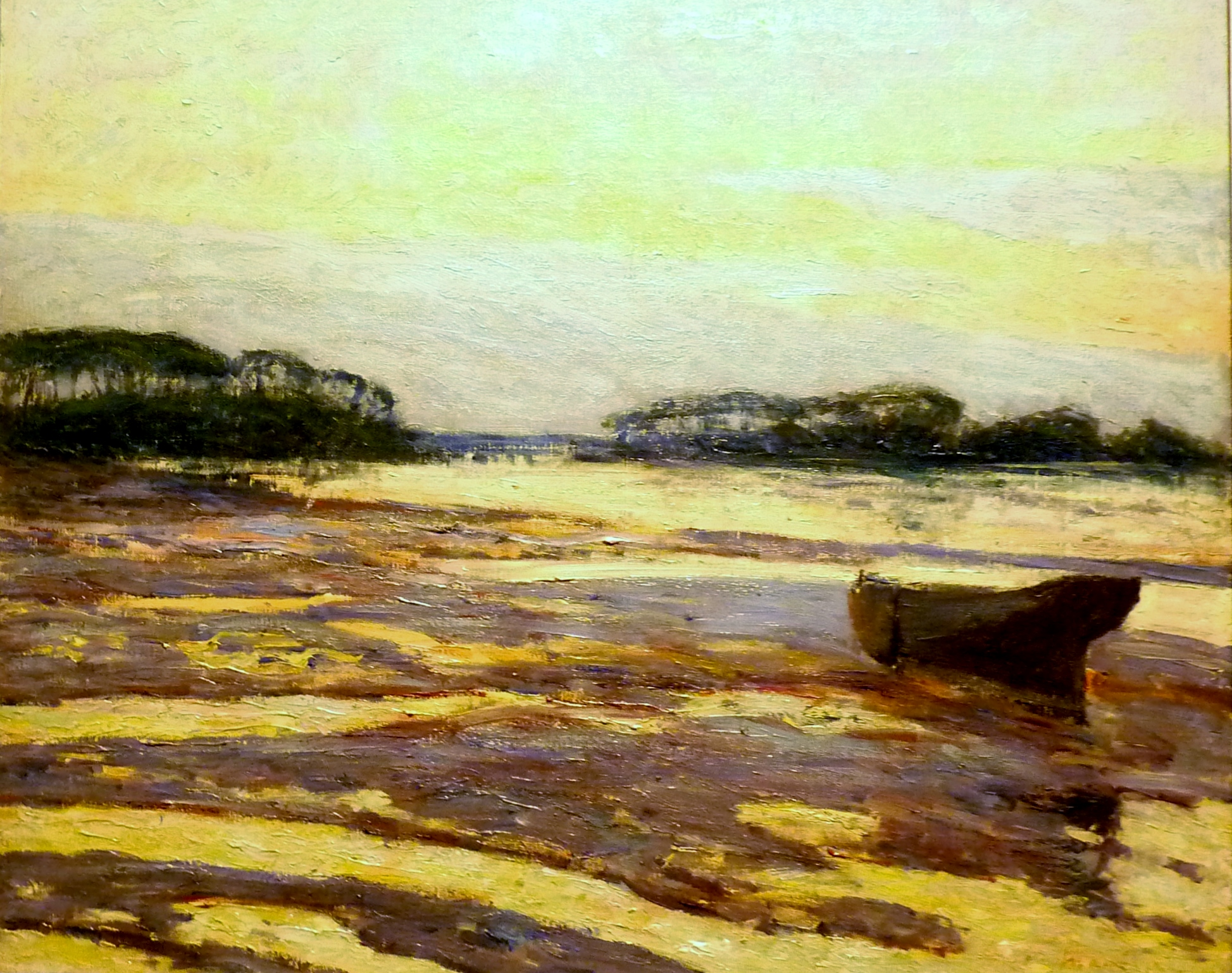
لوحة للرسام ماكسيم موفرا بعنوان (الغروب الأصفر على الساحل الطيني، لوكتودي) المرسومة عام 1898، والمحفوظة في متحف الفنون الجميلة في كويمبر

## مهرجانات

### الشعر
منذ عام 2013 صار العمل على تنظيم مهرجان للشعر في ربيع كل سنة، عادة يكون في شهر أيار أو نيسان.